# Hàm số tự nghịch đảo
Trong toán học, một hàm số tự nghịch đảo, là một hàm số f mà là hàm ngược của chính nó:
f(f(x)) = x
với mọi x trong tập xác định của f.

## Tính chất chung
Bất kỳ hàm tự nghịch đảo nào cũng là một song ánh.
Hàm đồng nhất là một ví dụ tầm thường của hàm tự nghịch đảo. Các ví dụ thông thường trong toán học của các hàm tự nghịch đảo bao gồm phép nhân với −1 trong số học, số đối, phần bù trong lý thuyết tập hợp và liên hợp của số phức. Các ví dụ khác bao gồm nghịch đảo trong đường tròn, quay 180 độ, và mã hóa đối xứng, chẳng hạn như chuyển đổi ROT13 và mật mã đa ngôn ngữ Beaufort.
Số lượng các hàm tự nghịch đảo, bao gồm cả hàm đồng nhất, trên một tập hợp có n = 0, 1, 2,... phần tử được tính bằng quan hệ lặp lại do Heinrich August Rothe tìm ra năm 1800:
a0 = a1 = 1;
an = an − 1 + (n − 1)an − 2, với n > 1.
Các con số đầu tiên của dãy này là 1, 1, 2, 4, 10, 26, 76, 232 (dãy số A000085 trong bảng OEIS); những con số này được gọi là những số điện thoại, Và chúng là tổng số đếm số tableaux trẻ với một số ô n nhất định. Hàm hợp g ∘ f của hai hàm tự nghịch đảo f và g cũng là hàm nghịch đảo khi và chỉ khi chúng là giao hoán: g ∘ f = f ∘ g.
Bất kỳ hàm tự nghịch đảo nào của một tập hợp có số lẻ phần tử đều có ít nhất một điểm cố định. Tổng quát hóa, với một hàm tự nghịch đảo trên một tập hợp các phần tử hữu hạn, số lượng các phần tử và số điểm cố định có cùng tính chẵn lẻ.